# 2000 في النرويج
فيما يلي قوائم الأحداث التي وقعت خلال عام 2000 في النرويج.

## سياسة

### تعيين في المنصب
- 1 يناير – يوناس غار ستوره وزير دولة [الإنجليزية]‏.
- 3 مارس – ينس ستولتنبرغ رئيس وزراء النرويج.
- 17 مارس – إلين هورن وزير الثقافة [الإنجليزية]‏.
- 21 مارس – توربيورن ياغلاند وزير الخارجية في النرويج.

### انتهاء فترة المنصب
- 17 مارس – شيل ماغنه بونديفيك رئيس وزراء النرويج.

## أفلام
من الأفلام التي صدرت هذه السنة في النرويج:
- 1 يناير – ريكيافيك 101 من إخراج بالتاسار كورماكور.
- 17 مايو – راقصة في الظلام من إخراج لارس فون ترايير.

## مواليد

### فبراير
- 29 فبراير – هوغو فيتلسين لاعب كرة قدم نرويجي.

### سبتمبر
- 7 سبتمبر – يوهان هوفي لاعب كرة قدم نرويجي.